# Buliminellidae
Buliminellidae es una familia de foraminíferos bentónicos de la Superfamilia Buliminoidea, del Suborden  Buliminina y del Orden Buliminida. Su rango cronoestratigráfico abarca desde el Daniense (Paleoceno superior) hasta la Actualidad.

## Discusión
Clasificaciones previas incluían Buliminellidae en el Suborden Rotaliina y/o Orden Rotaliida.

## Clasificación
Buliminellidae incluye a las siguientes géneros:
- Buliminella
- Buliminellita †
- Quadratobuliminella †